# Niederdorf BL
| BL ist das Kürzel für den Kanton Basel-Landschaft in der Schweiz. Es wird verwendet, um Verwechslungen mit anderen Einträgen des Namens Niederdorf zu vermeiden. |

Niederdorf ist eine politische Gemeinde im Bezirk Waldenburg des Kantons Basel-Landschaft in der Schweiz.

## Geographie

Historisches Luftbild von Werner Friedli von 1953

Niederdorf liegt im Waldenburgertal an der Vorderen Frenke in der Mitte zwischen Liestal und Waldenburg.
Nachbargemeinden
| Bubendorf  | Lampenberg                                  | Hölstein |
| Arboldswil | Kompassrose, die auf Nachbargemeinden zeigt | Bennwil  |
| Titterten  | Oberdorf                                    |          |

## Geschichte
Die erste urkundliche Erwähnung von Niederdorf stammt aus dem Jahre 1345 mit dem Wortlaut onoltzwil in dem … nidern dorf.
Im Mittelalter bildete Niederdorf zusammen mit Oberdorf das Dorf Onoldswil, welches jedoch im Jahre 1295 durch einen Bergsturz teilweise zerstört und in die heutigen Dörfer Niederdorf und Oberdorf geteilt wurde. Im Jahre 1628 wurden durch eine Feuersbrunst 29 Häuser im Dorfkern zerstört, und in den Jahren 1830, 1924 und 1926 suchten Hochwasser der Frenke das Dorf heim.
Im Rappenkrieg von 1591 bis 1594 führte Hans Siegrist aus Niederdorf die aufständische Landschaft an. Während der Basler Kantonstrennung kämpften die Niederdörfler auf Seiten der Stadt, wurden jedoch im Jahre 1833 dennoch gegen ihren Willen dem neuen Kanton Basel-Landschaft zugeteilt.

## Verkehr
Das Dorf liegt an der Hauptstrasse H12, die Liestal im Kanton Basel-Landschaft über den Oberen Hauenstein mit Balsthal im Kanton Solothurn verbindet. Durch das Dorf verläuft die Waldenburgerbahn, eine Überlandstrassenbahn von Waldenburg nach Liestal.

## Politik
Der Gemeinderat (Exekutive) besteht aus sieben Stimmberechtigten. Gemeindepräsident (2024–2028) ist Martin Zürcher (Stand 2025).
Bei den Schweizer Parlamentswahlen 2023 betrugen die Wähleranteile in Niederdorf: SVP 41,3 % (2019 34,7 %), SP 22,0 % (18,5 %), FDP 9,4 % (15,8 %), Mitte 8,9 % (8,5 %), Grüne 8,3 % (14,6 %), EVP 4,1 % (4,7 %), glp 4,1 % (3,1 %), EDU 1,4 % (–).

## Sehenswürdigkeiten

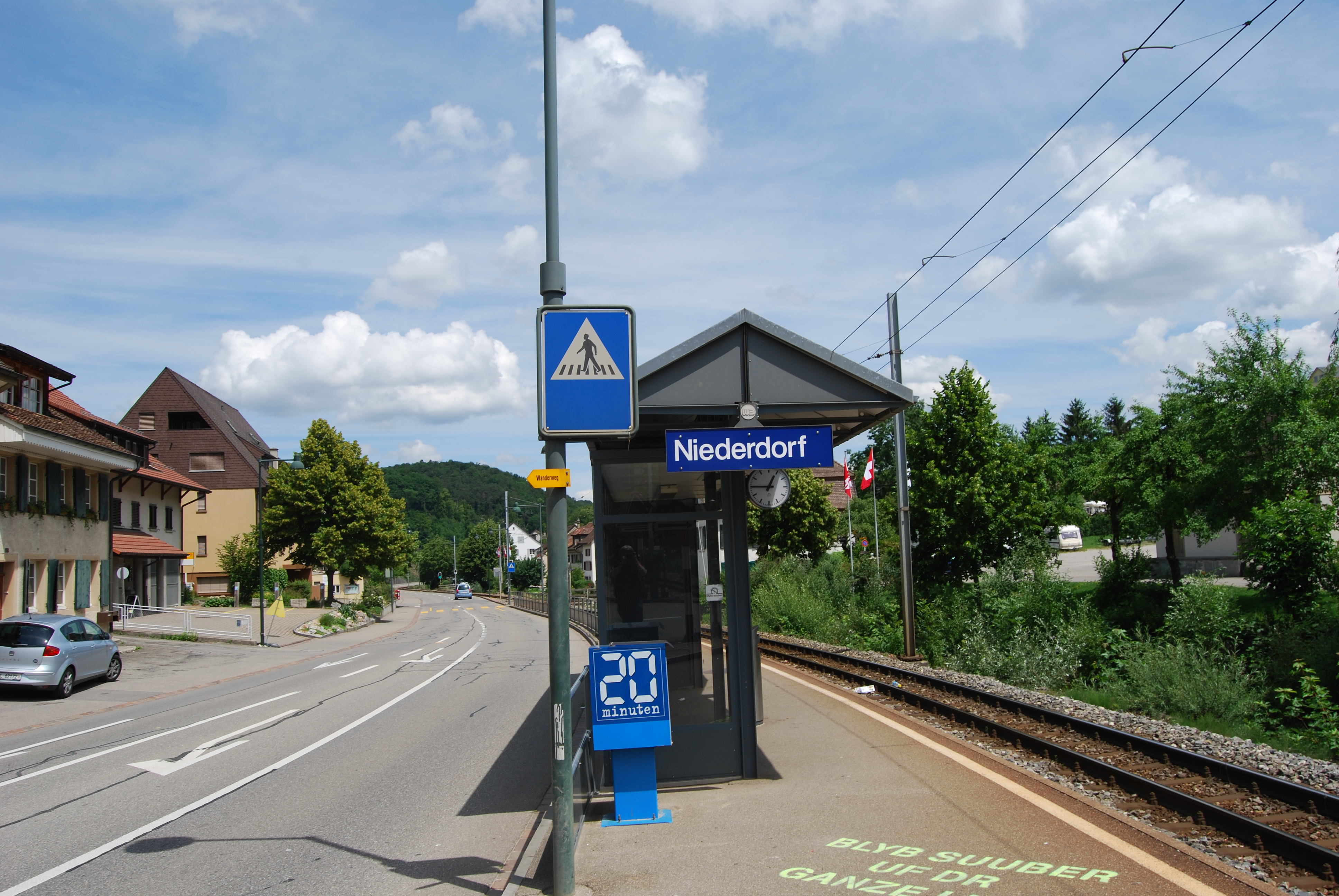
Haltestelle der Waldenburgerbahn
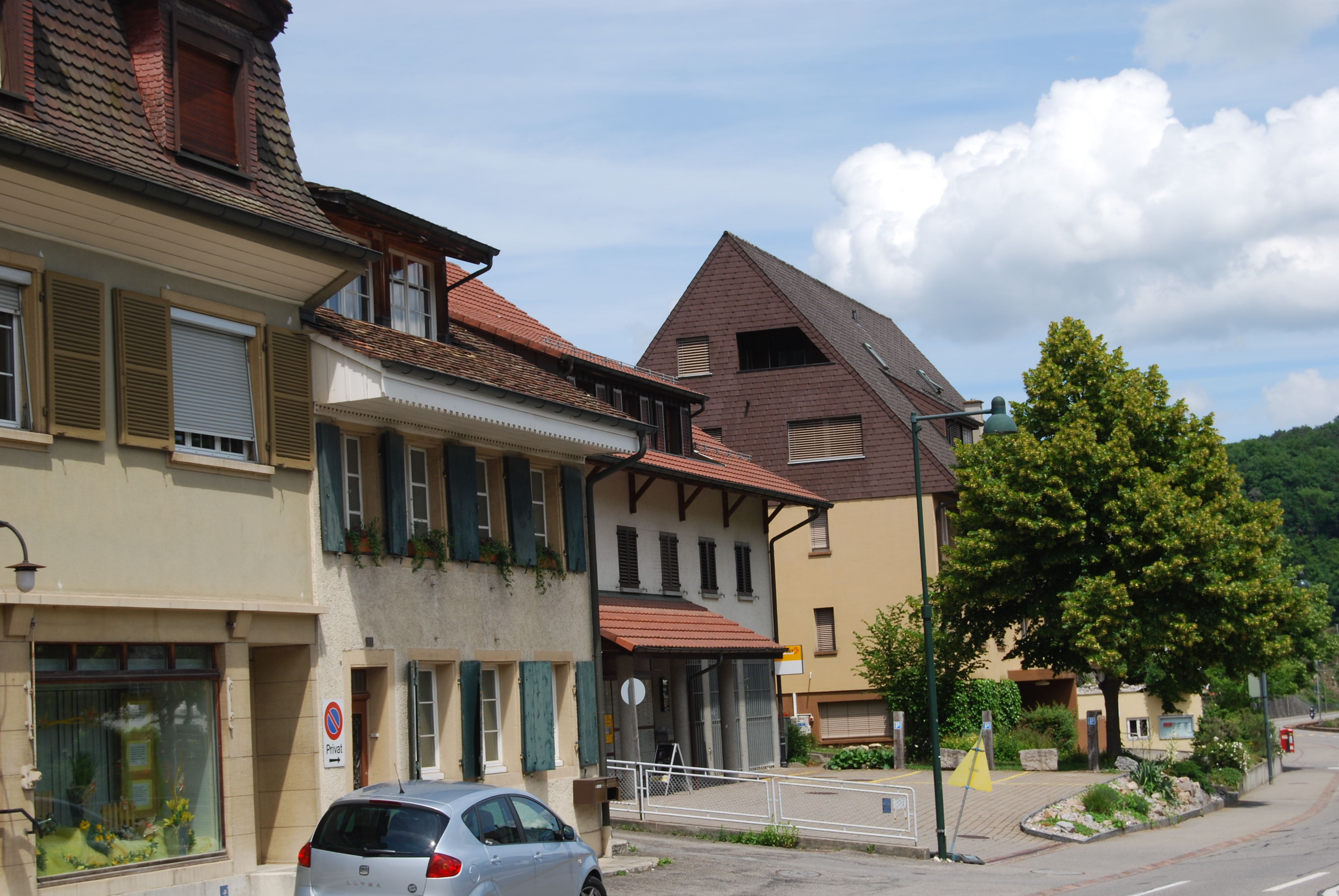
Poststelle
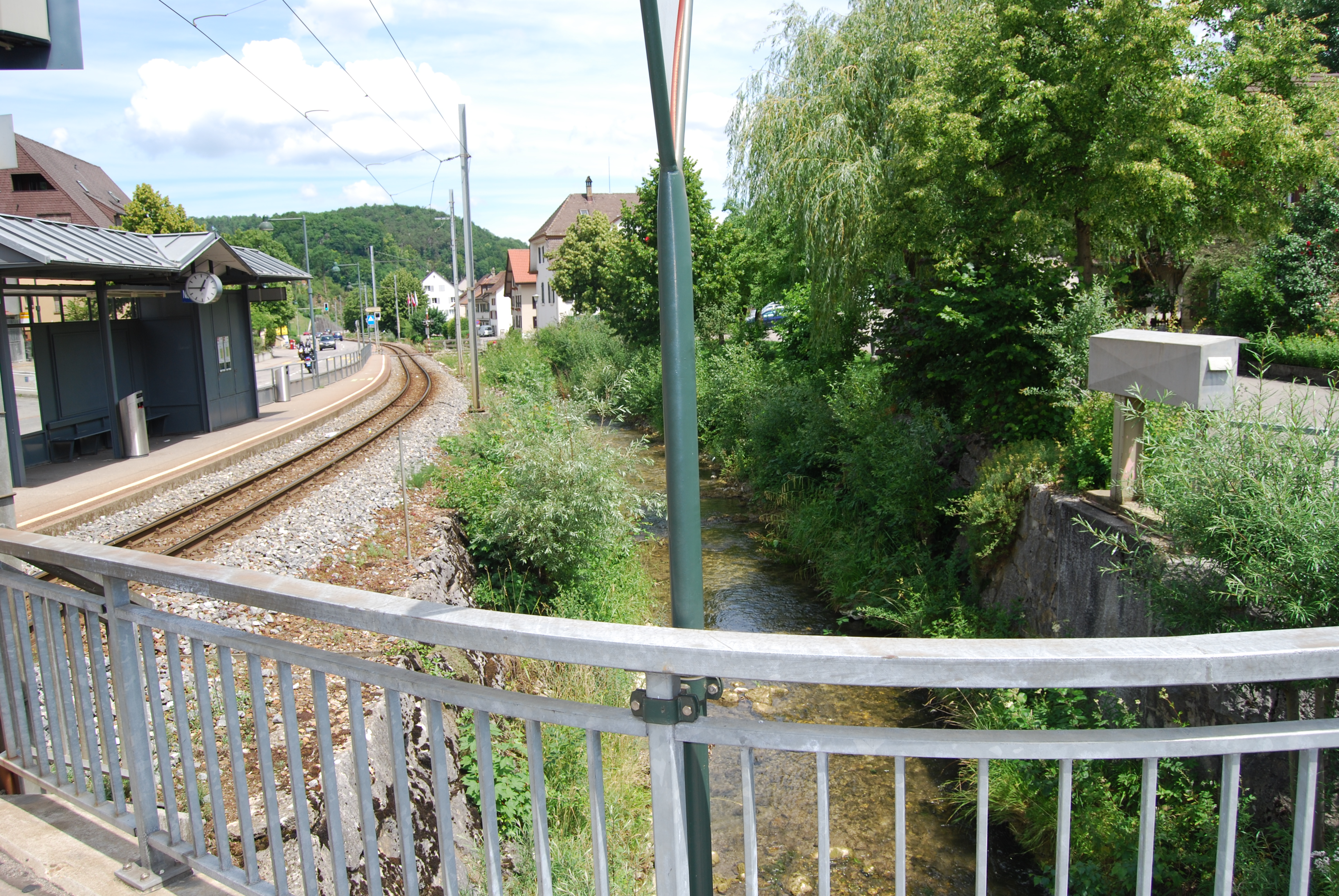
Vordere Frenke